# M32p
M32p est une hypothétique ancienne galaxie qui aurait été incorporée à la galaxie d’Andromède. Elle aurait été une galaxie sœur de la Voie lactée et de la galaxie d'Andromède, la troisième plus grande galaxie du Groupe local, et aurait fusionné dans la galaxie d'Andromède (la plus grande galaxie du Groupe local) il y a environ 2 milliards d' années. On pense que la fusion a créé le disque épais et a contribué à la majorité des étoiles du halo de la galaxie d'Andromède et a provoqué son sursaut de formation d’étoiles au moment de la fusion. L'ancienne galaxie pourrait être associée à Messier 32 (M32), une galaxie satellite de la galaxie d'Andromède, qui pourrait être le reste du noyau dense de M32p, d'où la désignation « M32p » pour cette hypothétique galaxie. Les caractéristiques inhabituelles de M32 en matière de compacité dense et de sursaut de formation d'étoiles il y a 2 milliards d'années seraient expliquées par cette théorie comme un vestige d'une grande galaxie antérieure, étant donné ses différences avec d'autres galaxies elliptiques de taille similaire.
Elle a été décrite en 2018 par des scientifiques de l'Université du Michigan. Sa masse a été estimée à 2,5 × 1010 M☉.